# بزن بریم براندون

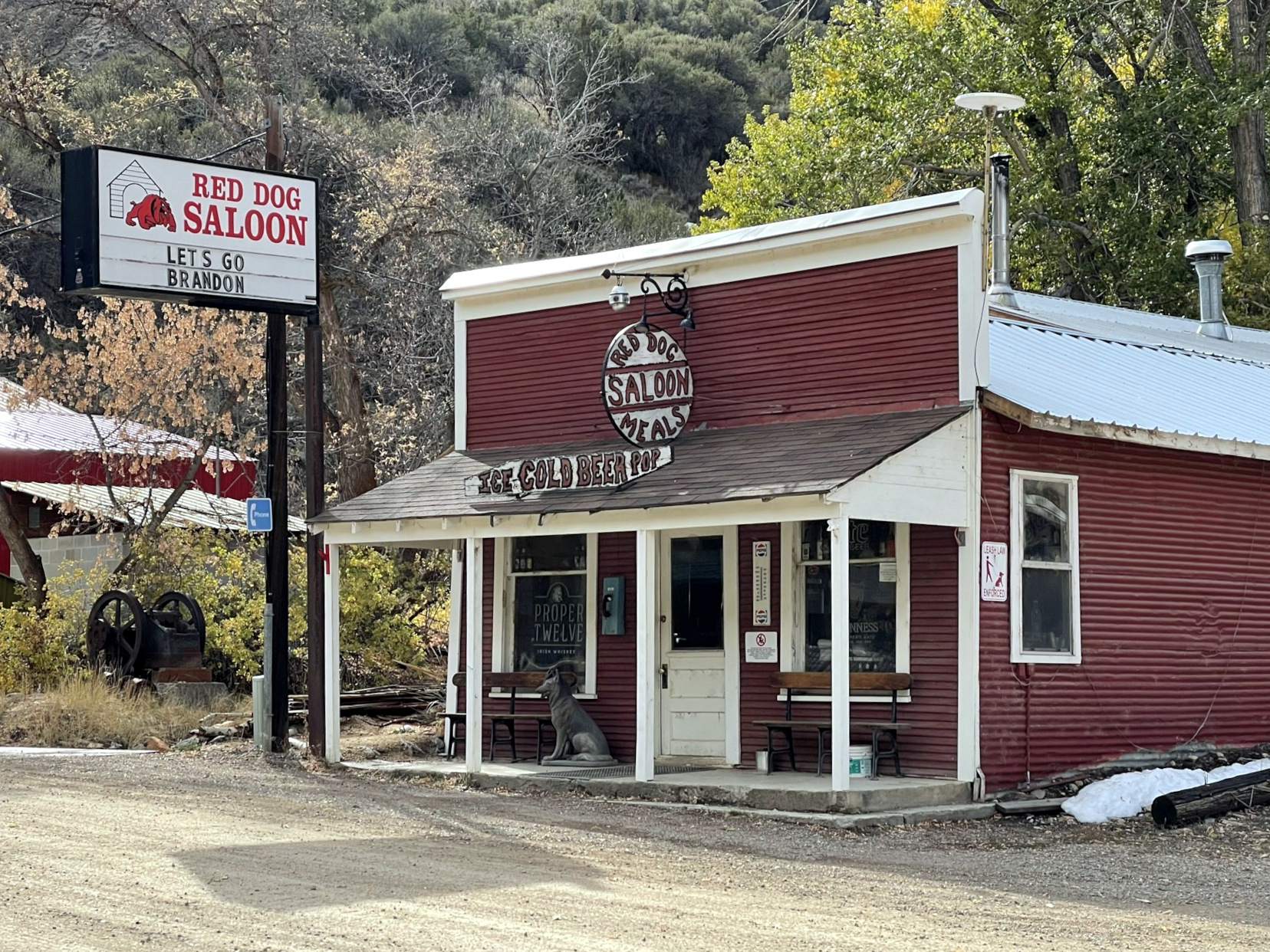
عبارت «بزن بریم براندون» که روی تابلویی در سالنی در جاربیج، نوادا نصب شده است.

بزن بریم براندون (به انگلیسی: Let's Go Brandon) یک شعار سیاسی و یک میم اینترنتی است که به عنوان یک جایگزین و حسن تعبیر برای شعار صریح‌تر لعنت به جو بایدن (به انگلیسی: Fuck Joe Biden) در اعتراض به جو بایدن چهل و ششمین رئیس‌جمهور ایالات متحده، استفاده می‌شود.
شعارهای «لعنت به جو بایدن» برای اولین بار در رویدادهای ورزشی در اوایل سپتامبر ۲۰۲۱ شنیده شد. شعار «بزن بریم براندون» در تاریخ ۲ اکتبر ۲۰۲۱ و زمانی شکل گرفت که خانم کِلی استاواست (گزارشگر) در حالی که مشغول مصاحبه با براندون براون (راننده مسابقات اتومبیل‌رانی) بود، شعار «لعنت به جو بایدن» که توسط تماشاگران در حین این مصاحبه فریاد زده می‌شد را به شکلی نادرست و با عنوان «بزن بریم، براندون» تعبیر کرد. بلافاصله پس از این رویداد، این شعار به محافل سیاستمداران جمهوری‌خواه و منتقدان جو بایدن راه یافت. همچنین این عبارت به سرعت در فرهنگ عامه آمریکا گسترش یافت و آهنگ‌های رپ (با همین نام) در فهرست پرمخاطب‌ترین‌ها قرار گرفتند.

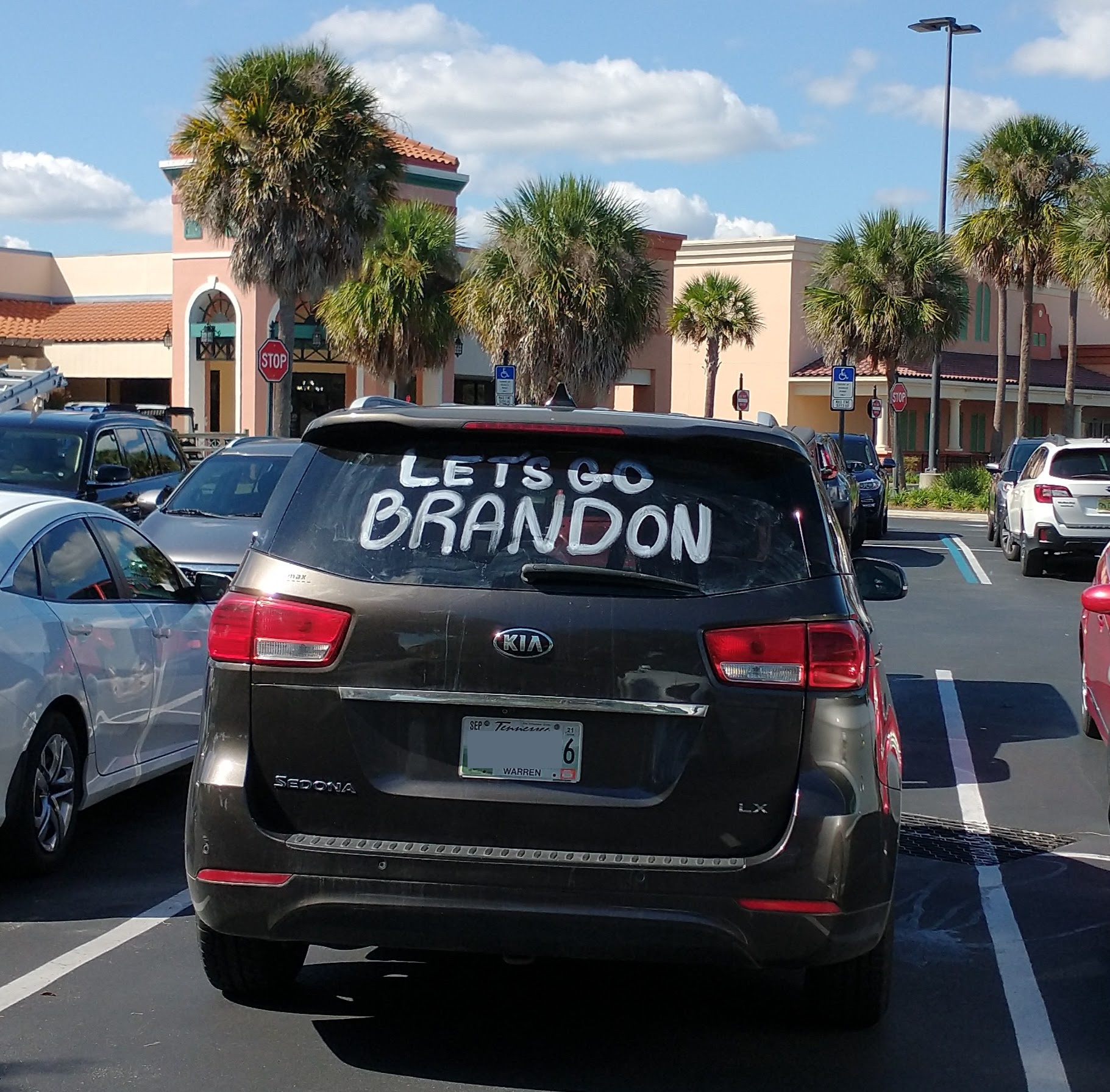
خودرویی با میمِ "Let's Go Brandon" در یک پارکینگ در ایالت فلوریدا. تصویری که در تاریخ ۳ نوامبر ۲۰۲۱ گرفته شده.

## واکنش

### آهنگ
بلافاصله پس از پخش شدن این شعار، یک آهنگ انتقادی رپ علیه جو بایدن، به نام بزن بریم براندون، توسط لوزا الکساندر ضبط و منتشر شد.